# Pedro Miguel
Pedro Miguel Bastos Soares Ferreira est un footballeur portugais, désormais reconverti en entraîneur, né le 23 août 1967 à Oliveira de Azeméis. Il évoluait au poste de défenseur.
Au cours de sa carrière de joueur, Pedro Miguel joue un total de 137 matchs en première division portugaise, inscrivant 4 buts dans ce championnat.

## Carrière

### Joueur
| Saison    | Club           | Division | Matches | Buts |
| --------- | -------------- | -------- | ------- | ---- |
| 1986-1987 | UD Oliveirense | III      | ?       | ?    |
| 1987-1988 | CD Feirense    | II       | ?       | ?    |
| 1988-1989 | CD Feirense    | II       | 31      | 5    |
| 1989-1990 | CD Feirense    | I        | 28      | 1    |
| 1990-1991 | CD Feirense    | II       | 37      | 0    |
| 1991-1992 | CD Feirense    | II       | 28      | 2    |
| 1992-1993 | CD Feirense    | II       | 24      | 0    |
| 1993-1994 | UD Oliveirense | III      | 16      | 3    |
| 1994-1995 | SC Beira-Mar   | I        | 27      | 1    |
| 1995-1996 | SC Farense     | I        | 20      | 1    |
| 1996-1997 | SC Farense     | I        | 25      | 0    |
| 1997-1998 | SC Farense     | I        | 30      | 1    |
| 1998-1999 | SC Farense     | I        | 7       | 0    |
| 1999-2000 | SC Farense     | I        | 0       | 0    |

### Entraîneur
| Saison    | Club                   | Division |
| --------- | ---------------------- | -------- |
| 2000-2001 | SC Olhanense (adjoint) |          |
| 2001-2002 | AD Ovarense (adjoint)  |          |
| 2002-2004 | Louletano DC (adjoint) |          |
| 2004-2010 | UD Oliveirense         |          |